# Ponts de Calatrava
Les ponts de Calatrava sont une série de trois ponts conçus par l'architecte et ingénieur Santiago Calatrava portant le Viale dei Trattati di Roma. Présents le long de l'autoroute A1 à proximité de Reggio d'Émilie, en Émilie-Romagne, leur construction s'inscrit dans le cadre du projet de restructuration et de mise à niveau de la zone d'accès à la sortie d'autoroute et de la gare de Reggio d'Émilie-Mediopadana sur la LGV Milan - Bologne. 

## Le projet
Le projet, commandé au Starchitecte Santiago Calatrava par la municipalité de Reggio d'Émilie, fait partie d'un vaste réaménagement afin d'améliorer l'accès en voiture tout en fournissant une porte d'entrée par le nord de la ville. Son idée a été de relier la gare à trois ponts, conçus pour connecter l'A1 à la ville par le biais d'une avenue à trois voies, la Viale Trattati di Roma. 
L'ensemble architectural complet - nommé Le Vele - comprend, en plus des ponts susmentionnés, également la couverture futuriste en vagues de la sortie de l'autoroute A1 et la construction de la gare de Reggio d'Émilie-Mediopadana de la LGV Milan - Bologne. Le coût total des trois ouvrage a été estimé à 33,6 millions d'euros. 

## Les ouvrages
L'ouvrage se compose d'un complexe de trois ponts, un pont principal bow-string enjambant l'autoroute A1 et deux ponts latéraux haubanés en semi-harpe, qui reprennent la stylistique des exigences de conception organique typique des réalisations de Calatrava. Visibles à plusieurs kilomètres, ils font partie intégrante de l'axe routier de dernière génération qui relie Reggio d'Émilie à Bagnolo et à la partie nord de la ville où se trouvent, entre autres, les principaux sites industriels de Reggio d'Émilie et le parc des expositions. L'inauguration a eu lieu le 20 octobre 2007 avec une cérémonie à laquelle ont assisté le maire de Reggio Graziano Delrio, le président de la province Sonia Masini et le président du conseil des ministres Romano Prodi. 

### Pont Central

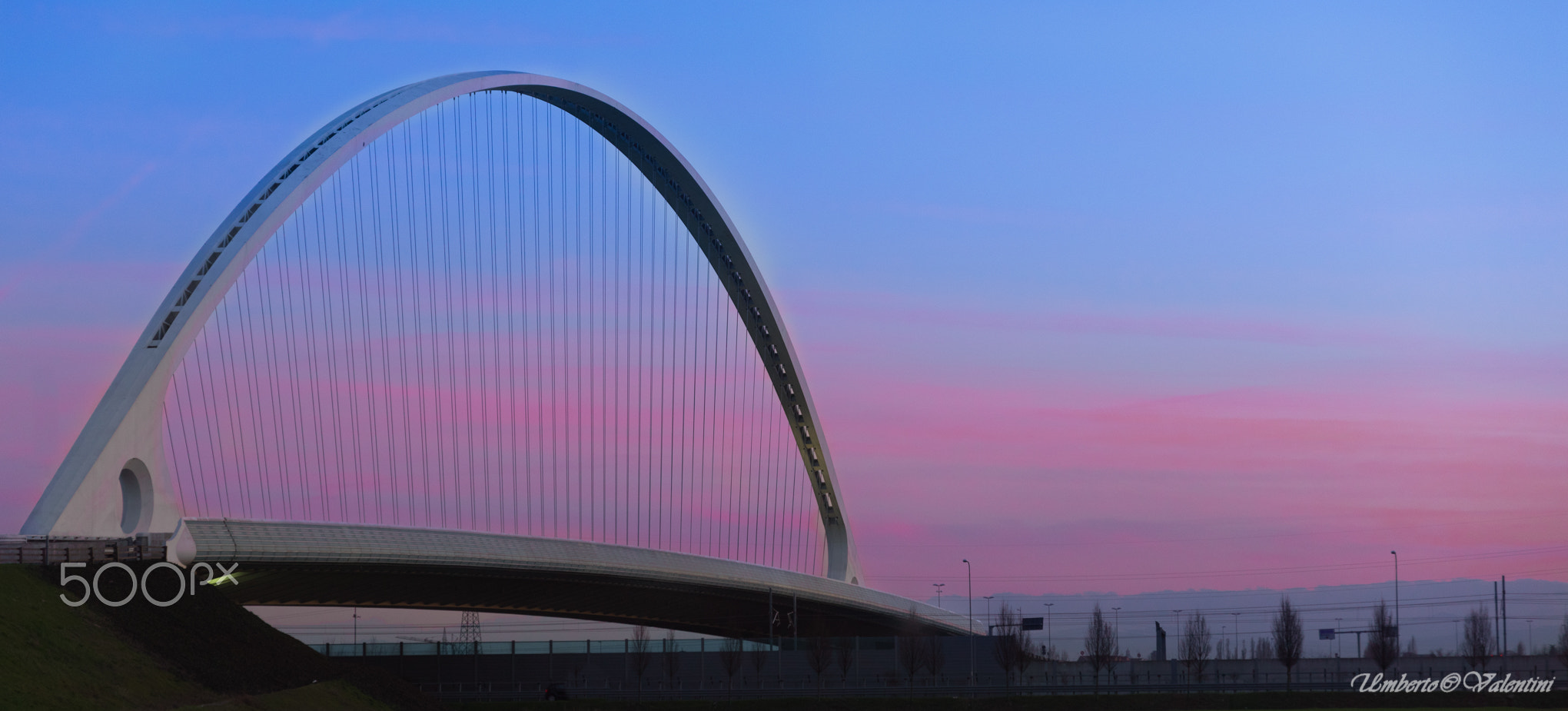
Arc du pont Central.

Le Ponte Centrale, parfaitement visible depuis l'autoroute A1 et la ligne à grande vitesse qu'il enjambe, est l'un des éléments clés en termes de position et de taille. Il s'agit d'un grand pont bow-string à arc unique axial en acier, composé d'une travée de 221 mètres et d'un arc central d'une hauteur de 46 mètres. Tous les éléments sont en acier peint en blanc, à l'exception des épaulements en béton armé. 
La connexion entre le tablier et l'arche se fait au moyen de 50 paires de câbles en acier. Le pont est structuré en deux voies par sens de circulation avec des séparateurs de trafic et des sentiers piétons protégés en verre feuilleté, pour une largeur totale du tablier suspendu en acier de 27 mètres et pour un poids total de 4 000 tonnes d'acier entièrement soudé. L'ouvrage a été achevé en 2006.

### Ponts Nord et Sud

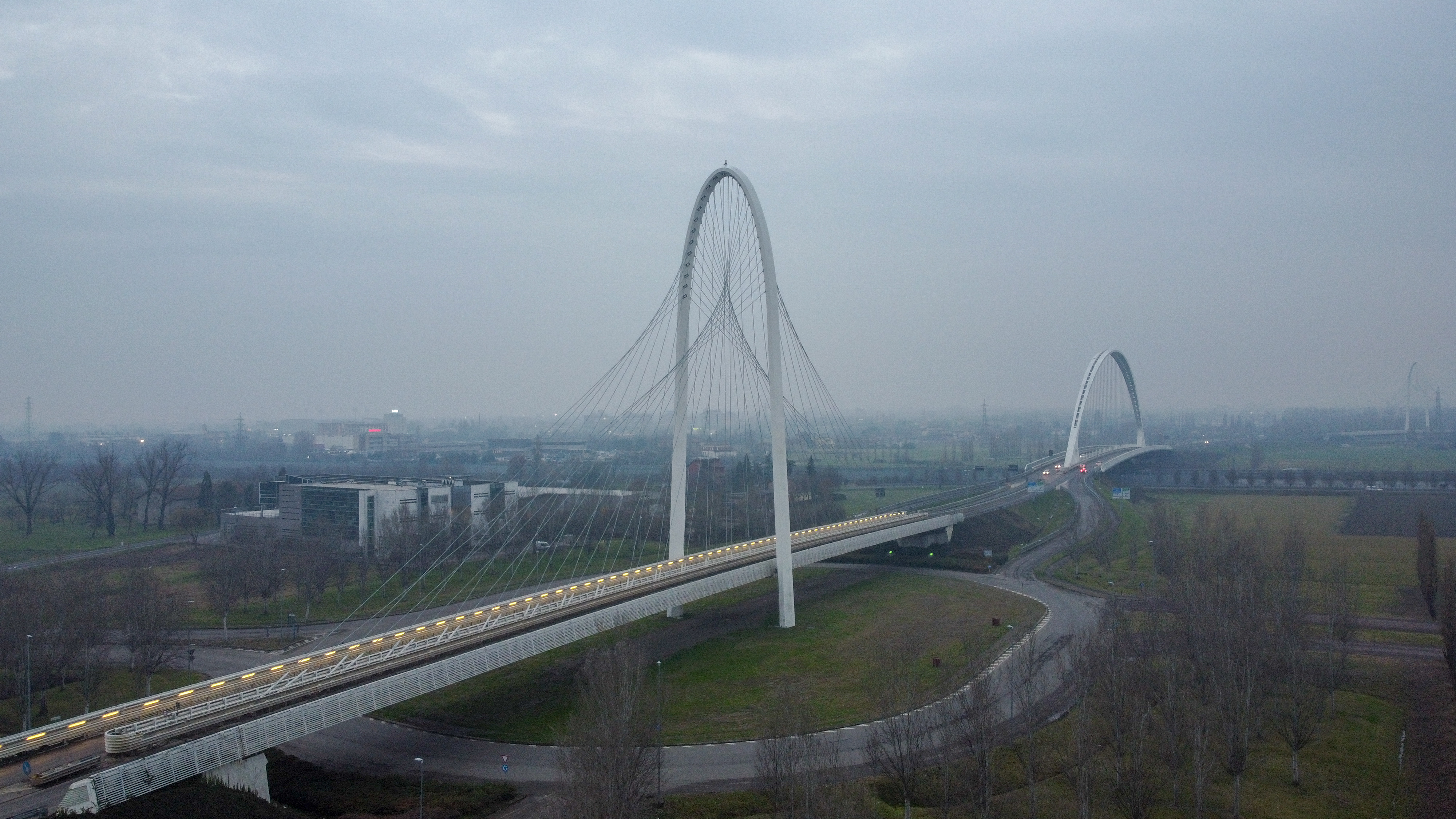
Pylône de l'un des deux ponts latéraux.

Les ponts à haubans en semi-harpe Nord et Sud sont construits sur des carrefours giratoires et sont situés sur les côtés du pont central qui traverse l'autoroute. Le pylône en U inversé acier atteint une hauteur totale de 70 mètres (hauteur du pylône au-dessus de tablier : 58 m). La structure principale est divisée, comme pour le Centrale, en épaulements de soutien, un tablier caisson composé d'un corps central et de 56 nervures latérales, une verrière en acier et verre, un monopylône arqué et 52 haubans, qui génèrent une forme d'arche inversée. 
Les deux ponts latéraux, de 179 mètres de long, 12,5 mètres de large et composés de deux travées symétriques de 90 mètres, sont en acier peint en blanc, à l'exception des accotements en béton armé ; de plus, les chaussées sont équipées d'une seule voie par sens de circulation. 
Les deux ouvrages ont été achevés en 2007.